# 安藤麻貴
安藤 麻貴（あんどう まき、1989年3月20日 - ）は、日本のレースクイーン、女性モデル。
青森県八戸市出身。ネットアージュ所属。愛称は「まきにゃん」。

## 来歴
2010年からモデル・イベントコンパニオンとしての活動を始める。
2013年、SUPER GT300クラス「JLOC クリスタル クロコ ギャル」に就任（他メンバー：南友香、吉村遊、須田まや）。同年5月のSUPER GT第2戦（於：富士スピードウェイ）にてレースクイーンデビューする。
2014年、富士スピードウェイのイメージガール「クレインズ」メンバーに就任。同年には高砂電器産業（後のコナミアミューズメント）のイメージガールに当たる「ティアラスウィート」としての活動もあった。
2015年、前年に引き続き「クレインズ」として富士スピードウェイのイメージガールを務める。ネットアージュ所属者が2年連続でクレインズメンバーになったのは彼女が初めてであった。
2016年1月17日の東京オートサロンをもってクレインズを卒業し、同年のSUPER GT 500クラス「S Road CRAFT SPORTS GT-R “キョクヨーガール”」として3年ぶりにSUPER GTのレースクイーンに復帰。
2017年2月15日、「D'Stationフレッシュエンジェルズ」のメンバーに就任（他メンバー：小越しほみ、森園れん、中村比菜）。ネットアージュ所属者としては初となるスーパー耐久の公式イメージガールを務めた。同年にはGOLF TODAY（三栄）のイメージガールに当たる「GTバーディーズ」としても活動。また趣味の釣りを生かしてSHIMANO TVのネット番組『DokiDoki 釣りゴコロ!』にも出演する。
2018年1月13日、東京オートサロン内で行われた『日本レースクイーン大賞2017』で大賞5名の中に選ばれたが、グランプリ受賞はならなかった。
2018年はSUPER GT300クラス「Modulo Drago CORSE」のレースクイーンに当たる“Moduloスマイル”として活動。同年8月18日にツインリンクもてぎで行われた「N-ONE OWNER'S CUP」では、4輪ドライバーとしてNo.89 ケンウッドモデューロN-ONEを運転し、43位に入った。また澤圭太主宰の「ワンスマカートレース」の親善大使も務めており、『ワンスマカート にゃんCUP』を年数回開催する。
30歳になった2019年、アップガレージ「ドリフトエンジェルス」の一員として神尾美月、織田真実那、引地裕美と共に活動したが、同年10月10日、自身のツイッターでレースクイーン卒業を表明。ドリエン自体も同年いっぱいで活動休止したため、1980年代生まれとしては最後のドリエンメンバーとなった。同年12月10日、自身初の写真集『ぼくのえんじぇる』を発表。
2020年11月15日、自身のTwitterで、自転車トラック競技日本代表の深谷知広との入籍を公表した。

## 人物
- 趣味はお菓子作り、自炊、スノーボード。
- 姉が1人いる[19]。
- 「ステファニー」というロードバイクと「ステファン」というクロスバイクを所有している[20]。
- アイドルグループ「JUICY」のメンバーだった武田しのぶ（旧芸名：石鍋しのぶ）とは一緒に食事に行く程の仲である[21]。

## 作品

### 写真集
- ぼくのえんじぇる（2019年12月10日、日労研、撮影：久住文高、編集：丸山優美、企画：クイーンズメモリアル製作委員会）ISBN 978-4931562486[16]

## 出演

### イベント
| イベント名                       | 出演年         | 参加ブース企業                    | 備考                       |
| -------------------------------- | -------------- | --------------------------------- | -------------------------- |
| FOODEX JAPAN                     | 2011年、2012年 | 伊藤忠食品                        | [ 22 ]                     |
| 東京モーターショー               | 2011年         | SUZUKI                            |                            |
| 東京モーターショー               | 2013年         | DAIHATSU                          |                            |
| 東京モーターショー               | 2015年         | MAZDA                             |                            |
| Interop Tokyo                    | 2012年         | NTTコミュニケーションズ           | [ 23 ]                     |
| 東京ゲームショウ                 | 2012年         | KONAMI                            |                            |
| 東京ゲームショウ                 | 2014年         | CAPCOM                            |                            |
| 東京ゲームショウ                 | 2016年         | KONAMI                            | [ 24 ]                     |
| 東京オートサロン                 | 2014年         | CLUB RH-9                         |                            |
| 東京オートサロン                 | 2015年         | 富士スピードウェイ                | [ 25 ]                     |
| 東京オートサロン                 | 2016年         | 富士スピードウェイ                | [ 26 ]                     |
| 東京オートサロン                 | 2017年         | 日産自動車                        | [ 1 ] [ 27 ]               |
| 福岡モーターショー               | 2014年         | DAIHATSU                          |                            |
| 福岡モーターショー               | 2015年         | MAZDA                             |                            |
| 札幌モーターショー               | 2016年         | MAZDA                             | [ 28 ]                     |
| 札幌モーターショー               | 2018年         | MAZDA                             | [ 29 ]                     |
| CP+                              | 2015年         | ファインシード                    | 能勢ひとみ、粟野如月と共演 |
| ニコニコ超会議                   | 2015年         | 超キャラメイクサロン「Pmang本店」 | コスプレモデルとして参加   |
| ジャパンアミューズメントエキスポ | 2017年         | KONAMIブース                      | ステージコンパニオン       |

### 雑誌
- 三栄「GOLF TODAY」GTバーディーズ（2017年5月～）[9]

### その他
- 西口プロレスリングガール「西口向上委員会」（2017年）[33]
- シマノTV「DokiDoki釣りゴコロ!」（2017年5月～）
  - 087「早戸川でニジマス釣りに挑戦!」 - YouTube
  - 088「ルアーを釣ってニジマス釣りに挑戦!」 - YouTube
  - 089「初めての船釣りに挑戦!～キス釣り編～」 - YouTube
  - 090「キス&アナゴのリレー船に挑戦!」 - YouTube